# Ново село (област Велико Търново)
Вижте пояснителната страница за други значения на Ново село.
Ново село е село в Северна България. То се намира в община Велико Търново, област Велико Търново.

## География
Селото се намира на 23 км западно от Велико Търново на главния път за София.
Село Ново село се намира на магистралния път София-Варна по средата между В.Търново и Севлиево. Най-високият връх на Търновската планина се намира в землището на Ново село. Там има поставен триангулачен знак. Върхът е 560 м над морското равнище. На юг от селото, са открити вкаменелости на миди, корали, охлюви, брахиоподи, белемнити, правилни и неправилни морски таралежи. По мнение на специалисти, преди 130 милиона години, през кредния период тук е било дъното на „Долно кредно море“. В землището на селото се срещат и много археологически материали. В пещерата край р. Негованка и „Дупките“ са намерени сечива на пещерния човек. В местността „Мурговец“ са открити бронзови брадви от каменно-медната епоха. На 2 – 3 километра северозападно от селото в местността „Могилата“ има надгробна тракийска могила. През 1975 г. тя е разкопана и е установено, че в основата си е оградена със зид от необработени камъни и е погребан въоръжен тракийски военачалник, заедно с коня си. Двете погребения били извършени едновременно, чрез изгаряне направо на земята. Намерена е глинена паница и малка глинена каничка със сив цвят, изработени на грънчарско колело, два силно обгорели железни ножа и желязна брадва. При изравняване на терена за овцекомплекса при „Извора“ е открит некропол. В м. Селище са открити следи от старо поселение. Намерени са фрагменти от средновековна кухненска керамика, монети, стрели и битови предмети, отнасящи се към периода на VII-XIV век. В местността „Енчовец“ са открити средновековни византийски и български монети и накити. В местността „Чуката“ са намерени сребърен грош и медна монета на цар Иван Александър. Всички намерени артефакти се съхраняват в историческия музей в гр. Велико Търново.
По предание се говори, че селото съществува от 1730 г. Западно от него тече река Негованка. На около километър от селото е минавал важен път от Габрово за Свищов, който според книгата на Никола Станев „Търновската котловина“, през 335 г., преминава Александър Македонски сражавайки се с местните тракийски племена. Тук почти няма местност, където при селскостопанска обработка на земята да не излизат останки от древността – каменни брадви, кремъчни ножове и стъргалки и керамични фрагменти, монети от различни периоди, стрели, предмети на бита.
На сегашното си място Ново село е застроено около 1750 г. в близост до извор в гъста дъбова гора. Преди това то се е намирало на около 2 км. западно в местността „Юрта“, на кръстопътя на пътищата Варна – София и Габрово – Севлиево. Кърджалийските набези и честите „гостувания“ на войска и събирачи на данъци принуждават населението – българи и турци да се преместят на по-закътано място. Най-ранните писмени документи, в които се споменава името на селото – Новасел, е списъкът на войнуганите от Търновските села от 1548 г. и регистъра на обложените с поголовен данък от 1618 г., съхранявани в Ориенталския отдел на народната библиотека „Кирил и Методий“. Около 1840 г. в частен дом се открива първото училище, където известно време учителства Отец Матей, а през 1870 г. по негова инициатива се основава читалище „Наука“. В началото на 19 век в селото е имало свещеник, а службите са се извършвали по домовете. В края на 50-те години на 19 век на края на селището е започнат строеж на църква, но това, което успели да издигнат през деня е разрушавано от турците през нощта. Едва след като е издействан султански ферман, през 1860 г. храмът е завършен. Наречен е „Св. Никола“, пръв свещеник в него е Марин Генчев. През 1872 г. в близост до църквата е издигната двуетажна училищна сграда. В църковния двор са погребани Отец Матей и починалия тук през Руско-турската война ручник Николаев. Не са останали други данни за строителството и вида на старата църква. В началото на 20 век населението на Ново село нараства значително, повишават се финансовите възможности на хората – много са гурбетчиите в Америка и е взето решение за строеж на нова, по-голяма църква. За председател на комитета по строителството е избран свещеник Димитър Ралевски.

## Население
Численост на населението според преброяванията през годините:
| \| Година на преброяване \| Численост \| \| --------------------- \| --------- \| \| 1934 \| 2766 \| \| 1946 \| 2693 \| \| 1956 \| 2274 \| \| 1965 \| 1794 \| \| 1975 \| 1454 \| \| 1985 \| 1041 \| \| 1992 \| 895 \| \| 2001 \| 823 \| \| 2011 \| 620 \| \| 2021 \| 465 \| |           |
| Година на преброяване | Численост |
| 1934 | 2766      |
| 1946 | 2693      |
| 1956 | 2274      |
| 1965 | 1794      |
| 1975 | 1454      |
| 1985 | 1041      |
| 1992 | 895       |
| 2001 | 823       |
| 2011 | 620       |
| 2021 | 465       |

### Етнически състав
Преброяване на населението през 2011 г.
Численост и дял на етническите групи според преброяването на населението през 2011 г.:
|                     | Численост | Дял (в %) |
| Общо                | 620       | 100.00    |
| Българи             | 311       | 50.16     |
| Турци               | 136       | 21.93     |
| Цигани              | 7         | 1.12      |
| Други               | 0         | 0.00      |
| Не се самоопределят | 5         | 0.80      |
| Неотговорили        | 161       | 25.96     |

## Личности
Родени в Ново село
- Ив. П. Сарафов, български революционер от ВМОРО, четник на Георги Сугарев[5]
- отец Матей Преображенски (Миткалото) – един от най-приближените съратници на Апостола Васил Левски.

## Други
- Памет за загиналите новоселци
- Паметни плочи на загиналите през войните за национално обединение
- Паметна плоча на загиналите през Втората световна война

Ново село ще бъде първото село в света с атракция – аудиовизуален спектакъл „Храм Св. Николай“. Проектант и изпълнител е двадесет годишният Тодор Кънчев. Мащабът и идеята на спектакъла се увеличават все повече във времето. Още преди да се зароди тази идея е имало готов проект за строително-ремонтни дейности на храма. С този проект Общината на Ново село кандидатства пред Министерството на регионалното развитие и благоустройството. В началото проекта не се одобрява, но впоследствие е одобрен. Част от средствата се влагат в рекострукция на покрива на храма. Времетраенето на спектакъла ще е около 8 – 10 минути. За това време в четири цвята и с над 70 прожектора ще се опише 100-годишната история на храма. Аудио-визуалния спектакъл ще се казва „Храм Свети Никола“ – на името на църквата, върху която ще се простира цялото шоу. Десет минути, в които ще се разказва цялата история от построяването на храма, разрушаването му от земетресението през 1913 г., кражбата на 230-килограмовата му камбана и най-вече новата история. В сградата са разположени 74 прожектора, които се управляват от компютър.